# Manuel Malta da Costa
Manuel Malta da Costa (Lisboa, 19 de junio de 1946-Lisboa, 19 de agosto de 2014) fue un jinete portugués que compitió en la modalidad de salto ecuestre. Participó en los Juegos Olímpicos de Seúl 1988.
Ganó el Gran Premio de Gijón del Concurso de Saltos Internacional de Gijón en 1964, 1972, 1977 y 1978; y el Gran Premio Ciudad de Barcelona del Concurso de Saltos Internacional de Barcelona en 1987.